# Lakwerk

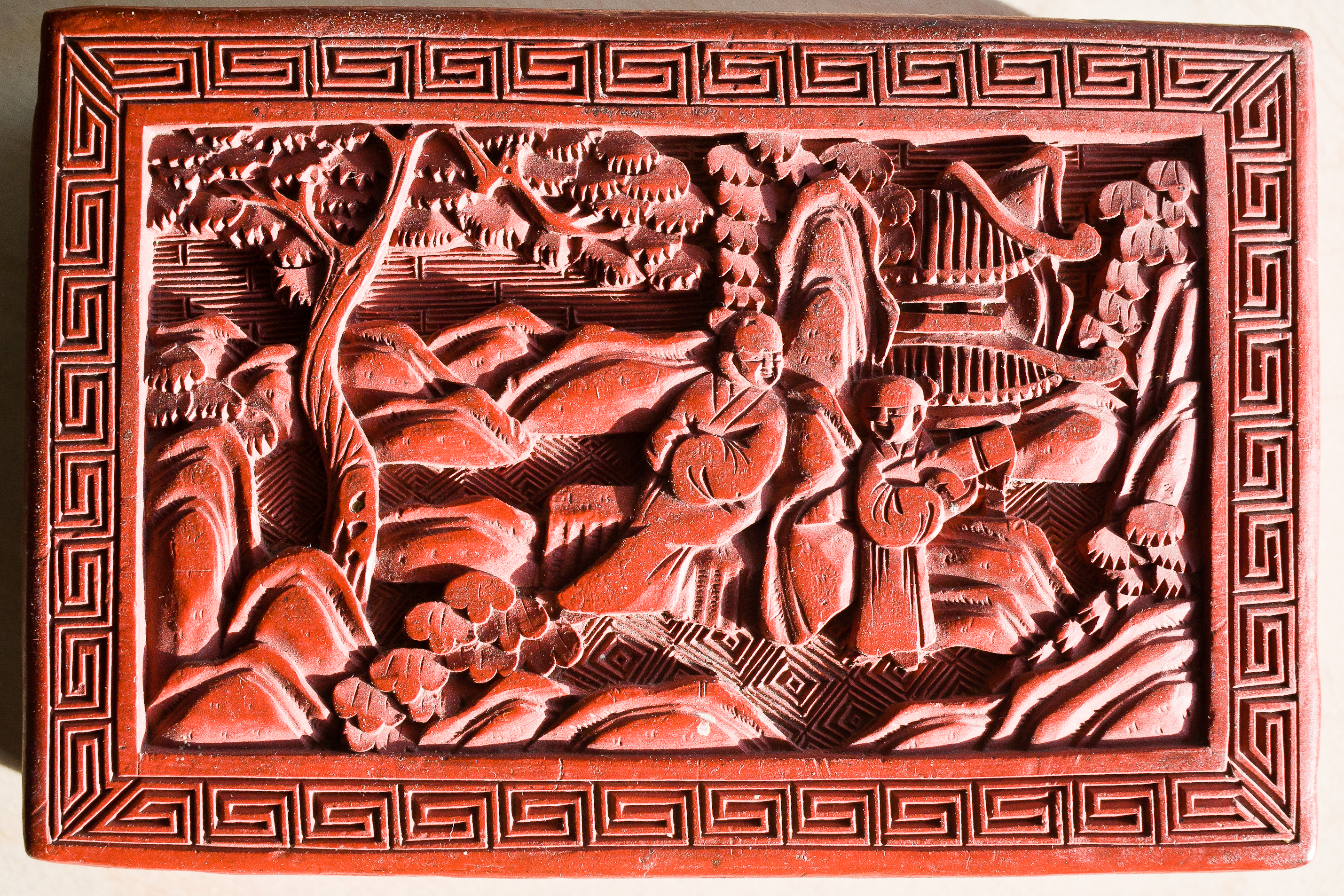
Chinees rood lakdoosje

Lakwerk duidt op voorwerpen, vaak van hout vervaardigd, die zijn voorzien van een kenmerkende rode of zwarte laklaag. De eerste bekende voorwerpen komen uit de Chinese Zhou-dynastie rond 430 v Chr. Aanvankelijk fungeert lak als beschermlaag, maar in het toenmalige China wordt lak al snel zeer gewaardeerd door de glanzende uitstraling. Decoratieschilders maakten de giftige lak uit het giftige sap van de Rhusboom. Lakwerk wordt nog steeds in zowel Japan als China gemaakt. Japans lakwerk kwam in Nederland door de handel tussen de VOC en Japan.

## Verkrijgen van de lak
Lak verkrijgt men uit het sap van de Rhus Vernicifera, een boom die in China en Japan groeit, in het Nederlands bekend als de Japanse lakboom. Het sap wordt urushi genoemd. Het wordt getapt als rubber en is, als het vers is, transparant, wat grijs van kleur en erg kleverig. Wanneer het eenmaal met zonlicht en lucht in aanraking komt, verkleurt het al snel naar donker, wat dikkig en troebel. Er zijn minstens vijftien verschillende kwaliteiten, die elk hun eigen toepassing hebben.

## Technieken
De allereerste laktechnieken werden gebruik om een voorwerp waterdicht te maken. De lak werd vermengd met klei, slik, boombast en droge bladeren. Dit noemt men kanshitsu of drooglak. IJzeroxides en ook cinnaber geven lak de zwarte of dieprode kleur. Een lakdecorateur brengt de giftige lak telkens in dunne laagje op om het na drogen telkens te polijsten. Lakken is daarom een arbeidsintensief en ook vroeger al zeer kostbaar proces.

## Ondergrond
In het begin waren de voorwerpen van klei gemaakt, later van hout. Tegenwoordig gebruikt men van allerlei materialen variërend van hout, naar metaal, ivoor, en glas enz.

## Droogproces
Een eigenschap van lak is dat het kan drogen in een vochtige atmosfeer bij kamertemperatuur. Na elke stap in de bewerking van het lakken zet de kunstenaar de voorwerpen uren, dagen en soms weken in een houten kast met kommen water of vochtige doeken om de lak te laten harden.